# Pachyphyllum pseudodichaea
Pachyphyllum pseudodichaea är en orkidéart som beskrevs av Heinrich Gustav Reichenbach. Pachyphyllum pseudodichaea ingår i släktet Pachyphyllum och familjen orkidéer.
Artens utbredningsområde är Bolivia. Inga underarter finns listade i Catalogue of Life.